# Stensjön (Lits socken, Jämtland)
Stensjön är en sjö i Östersunds kommun i Jämtland och ingår i Indalsälvens huvudavrinningsområde. Sjön har en area på 0,136 kvadratkilometer och ligger 312,3 meter över havet.

## Delavrinningsområde
Stensjön ingår i det delavrinningsområde (702155-147585) som SMHI kallar för Utloppet av Stensjön. Medelhöjden är 336 meter över havet och ytan är 6,01 kvadratkilometer. Det finns inga avrinningsområden uppströms utan avrinningsområdet är högsta punkten. Vattendraget som avvattnar avrinningsområdet har biflödesordning 3, vilket innebär att vattnet flödar genom totalt 3 vattendrag innan det når havet efter 176 kilometer. Avrinningsområdet består mestadels av skog (71 procent) och sankmarker (18 procent). Avrinningsområdet har 0,14 kvadratkilometer vattenytor vilket ger det en sjöprocent på 2,2 procent.